# 夏綠蒂的網2 韋柏歷險記
《夏綠蒂的網2 韋柏歷險記》（英語：Charlotte's Web 2: Wilbur's Great Adventure），是一部由美國的派拉蒙電影公司製作、於2003年3月18日以錄影帶首映方式發行的動畫電影。它是1973年的電影《夏洛特的网》續集，由Mario Piluso執導。本片由派拉蒙電影公司，环球影业与尼克国际儿童频道制作。派拉蒙電影公司负责在北美发行，环球影业负责其它地区发行。

## 演员表
- Julia Duffy 飾演 夏綠蒂
- David Berón 飾演 韦伯
- Charles Adler 飾演 坦伯顿/Lurvy
- 亞曼達·拜恩斯（Amanda Bynes） 飾演 Nellie
- Anndi McAfee 飾演 Joy
- Maria Bamford 飾演 Aranea
- Harrison Chad 飾演 Cardigan
- Rob Paulsen 飾演 Farley
- 德比·戴瑞巴里（Debi Derryberry） 飾演 芬恩
- Laraine Newman 飾演 Gwen
- Dawnn Lewis 飾演 Bessie
- 布伦达·瓦卡罗（Brenda Vaccaro） 飾演 Mrs. Hirsch
- 杰里·豪泽（Jerry Houser） 飾演 Mr. Zuckerman
- Valery Pappas 飾演 High Strung Chicken
- Nika Futterman 飾演 Baby Rats
- Bridget Sienna 飾演 Flo
- Bobby Block 飾演 Snotty Lamb
- 阿丽莎·米拉诺（Ashley Edner） 飾演 Bully Lamb
- 弗兰克·维尔克（Frank Welker） 飾演 Animal Voice Effects

## 電影歌曲
1. "It's Not So Hard To Be A Pig"
2. "Watch Out Wilbur the Pig!"
3. "It's Good To Be Me"
4. "Charlotte's Kids"

## 外部連結
- AllMovie上《夏綠蒂的網2 韋柏歷險記》的资料（英文）
- 爛番茄上《夏綠蒂的網2 韋柏歷險記》的資料（英文）
- 互联网电影数据库（IMDb）上《夏綠蒂的網2 韋柏歷險記》的资料（英文）